# Dahomey-amazoner
Dahomey-amazonerne, eller Mino, var et militært regiment der bestod af kvinder. De tilhørte Fon, som stammer fra Benin og Sydvest Nigeria.
Det siges at kong Houegbadja (regeringstid 1645 – 1685) startede med at træne nogle af sine hustruer til at fungere som kongelige livvagter og elefant-jægere.
Houegbadja`s søn Kong Agadja (regeringstid 1708 – 1732) udviklede senere denne gruppe til en milits og brugte den med succes til at bekæmpe nabo-kongeriget Savi (eller Sahé) i 1727.